# Мандевили
Мандевили (англ. House de Mandeville) — 2 связанных родством по женской линии англо-нормандских рода. Первый род известен с XI века. Его представители носили титул графа Эссекса. Он угас в конце XIII веке, после чего его владения унаследовал Джеффри Фиц-Пьер, муж внучки сестры 1-го графа Эссекса. Родившиеся от этого брака сыновья носили родовое прозвание Мандевилей, но они не оставили детей, поэтому владения и титул графа Эссекса перешёл к потомкам их сестры — Богунам.
Существовал ещё один род Мандевилей, родственные связи которого с первым родом установить не удалось. Он разделился на 2 ветви. Представители одной владели феодальной баронией Эрлсток в Уилтшире, другой — феодальной баронией Мешвуд в Дорсете. Этот род угас в начале XIV века.

## История
Первым достоверно известным представителем рода является Жоффруа (I) де Мандевиль — участник нормандского завоевания Англии.  
Согласно «Книге Страшного суда» в 1086 году Жоффруа владел землями, приносившими ему ежегодный доход в 740 фунтов, которые были сосредоточены в Эссексе, Мидлсексе и Хартфордшире, а также в семи других графствах. Таким образом он входил в число наиболее крупных земельных магнатов Англии, занимая по доходам 11 место среди немирян. Также Жоффруа занимал должности констебля Тауэра и был шерифом Эссекса, Лондона, Миддлсекса и Хартфордшира.  
В отличие от других крупных земельных магнатов, которые происходили из известных континентальных родов, о предках Жоффруа ничего неизвестно. Нормандский поэт Вас называет Жоффруа просто «сеньором де Мандевиль» (лат. «li Sire de Maguevile»). Точную идентификацию места происхождения Мандевилей провести сложно, поскольку топонимов с названиями Manneville, Magna Villa и Magnevilla во Франции достаточно много. Высказывались разные предположения об идентификации места его происхождения. Среди возможных мест назывались  Маньвиль около Валони (департамент Манш), Мандевиль в кантоне Тревьер (департамент Кальвадос), Кольмениль-Манвиль (департамент Приморская Сена), Тиль-Манфиль (департамент Приморская Сена)}. Отсутствие информации о его происхождении или карьере в Нормандии, вероятно, говорит о его достаточно скромном происхождении.
От сыновей Жоффруа I пошли 2 ветви рода. Родоначальником младшей ветви стал второй сын Жоффруа I, Уолтер де Мандевиль, который получил манор Брумфилд в Эссексе. Данная ветвь угасла в начале XIII века.
Наибольшей известности добилась старшая ветвь, родоначальником которой стал старший сын Жоффруа I, Уильям (I) де Мандевиль. Он был констеблем Тауэра, но после побега оттуда в 1101 году Ранульфа Фламбарда впал в немилость, в результате чего король Генрих I Боклерк в 1103 году конфисковал у Уильяма 3 самых богатых манора в Эссексе, составляющих около трети его владений, а также сместил с должности констебля, передав земли и должность своему сенешалю Эду де Ри, на дочери которого, Маргарите де Ри, был женат Уильям. В результате чего наследник Уильяма, Жоффруа (II) де Мандевиль унаследовал урезанную часть родовых владений, а перспективы возвращения конфискованных земель уменьшились после второго брака его матери, муж которой, Оттивел Фиц-Эрл, наставник королевских детей, судя по всему, получил эти владения ещё при жизни тестя. После его гибели Оттивела в 1120 году при крушении Белого корабля бывшие владения Мандевилей оказались под управлением короны, но смерть отчима открыла для Жоффруа перспективы вернуть родовое наследство. Однако получилось это сделать уже после смерти Генриха I. Жоффруа первоначально поддержал короля Стефана Блуаского, который в качестве награды около 1140 вернул ему конфискованные у отца поместья, а также присвоил титул графа Эссекса. Во время начавшейся гражданской войны после пленения Стефана его соперница императрица Матильда, подтвердила пожалования Мандевилю. Позже Жоффруа вновь перешёл на сторону Стефана, но в 1143 год король заставил его сдать несколько замков, после чего граф Эссекс восстал. Он умер в 1144 году от смертельной раны, полученной во время нападения на одну из королевских крепостей.
Старший из сыновей Жоффруа, Арнульф, был незаконнорождённым. После смерти отца он был выслан из Англии, но вернулся после того как трон получил Генрих II Плантагенет. Он получил маноры Хайворт, Уилтшир и Кингхэм в Оксфордшире и стал родоначальником ветви Мандевилей из Хайворта, угасшей по мужской линии после 1291 года.
В 1156 году король Генрих II восстановил титул графа Эссекса для Жоффруа II де Мандевиля, старшего из законнорожденных детей Жоффруа II. Он умер бездетным, после чего титул и владения унаследовал его младший брат Уильям (II) де Мандевиль, близкий друг короля. Его владения, приносившие доход в 740 фунтов, составляли одну из самых богатых феодальных бароний в Англии. Кроме того, в 1180 году король женил Уильяма на графине Хафизе Омальской, унаследовавшей богатые владения в Англии и Нормандии. Этот брак также принёс Уильяму титул графа Омальского и сделал его одним из важных нормандских баронов, занимавшихся охраной восточной границы герцогства.
Уильям умер в 1189 году вскоре после смерти Генриха II. Детей он не оставил, поэтому встал вопрос о наследовании его владений и титула графа Эссекса. Наследницей стала Беатис де Мандевиль, сестра Жоффруа II, однако в этом время она уже была стара. Её старший сын Уильям умер ещё в 1177 году, оставив двух дочерей. Уильям де Мандевиль желал, чтобы его наследником стал Джеффри де Сей, младший из сыновей Беатрисы, но законность подобного наследования была оспорена Беатрисой де Сэй, старшей из сыновей Уильяма де Сея, и её мужем Джеффри Фиц-Пьером. В конечном итоге Джеффри Фиц-Пьер, использовав своё политическое влияние, смог добиться того, что владения Мандевилей были переданы ему, а после того как на престол взошёл Иоанн Безземельный, для него был воссоздан и титул графа Эссекса. Его двое сыновей от брака с Беатрисой, последовательно наследовавшие отцу, приняли родовое прозвание прозвание Мандевиль, но они не оставили детей, поэтому после смерти в 1227 году Уильям Фиц-Джеффри де Мандевиля, 3-го графа Эссекса, наследство Мандевилей перешло к Матильда Фиц-Джеффри, сестре Уильяма, а затем к её сыну Хамфри де Богуну, 2-му графу Херефорду, для которого был воссоздан титул графа Эссекса..
Также в XI—XIII веках упоминаются ещё Мандевили, родственные связи которых с Жоффруа I установить не удалось. Так существовал род Мандевилей, родоначальниками которого были двое братьев, получивших владения в Англии во время правления Генриха I. По мнению Л. Лойда они имели иное место происхождения, чем Мандевили из Эссекса Старший из братьев, Роджер I де Мандевиль (ум. 1154), получил во время правления Генриха I феодальную баронию Эрлсток в Уилтшире. Ему последовательно наследовали двое сыновей, Роджер II (ум. 1196) и Уильям (ум. 1201), оставивший дочь Джоан, которая была замужем за Мэтью Фиц-Гербертом (ум. 1231), который и унаследовал владения тестя. Братом Ральфа I был Жоффруа I де Мандевиль, получивший баронию Мершвуд в Дорсете. Он оставил двух сыновей от двух браков. При этом баронию Мершвуд король Генрих II Плантагенет передал младшему из них, Ральфу, считая его лучшим союзником. Тот оставил только дочь, умершую в 1166 году, поэтому Мершвуд унаследовал её сын от брака с Уильямом Фиц-Джоном, Генри де Тилли. В 1172 году права на Мершвуд предъявлял Жоффруа II де Мандевиль, сын Роберта, старшего сына Жоффруа I. В 1201 году права на Мершвуд предъявил Уильям де Мандевиль, сын Жоффруа II. Но успеха добился только его сын Роберт, которому в 1205 году был передан Мершвуд, поскольку Генри де Тилли связал свою судьбу с французским королём Филиппом II Августом. Его потомки управляли Мершвудом до 1313 года, когда умер Джон II де Мандевиль. После его смерти Мершвуд унаследовал.

## Генеалогия
- Жоффруа (I) де Мандевиль (ум. после 1104), английский землевладелец в Эссексе; 1-я жена: Адела (ум. до 1085); 2-я жена: ранее 1085 Лескелина[2].
  - (от 1-го брака) Уильям (I) де Мандевиль (ум. около 1116); жена: с 1100/1105 Маргарита де Ри, дочь Эда де Ри, сенешаля королевского двора, и Рохезы[2].
    - Жоффруа (II) де Мандевиль (1100/1105 — 14/16 сентября 1144), 1-й граф Эссекс с 1140; жена: Рохеза де Вер (1105/1110 — после 1166), дочь Обри де Вера, камергера Англии, и Аделизы де Клер[2].
      - (незаконнорожденный) Арнульф де Мандевиль из Хайворта (ум. 1178), родоначальник ветви Мандевилей из Хайворта, угасшей по мужской линии после 1291 года[2].
      - Жоффруа (III) де Мандевиль (ум. 21 октября 1166), 2-й граф Эссекс с 1156; жена: с 1158 (развод) Эсташия (ум. около 1164)[2].
      - Уильям (II) де Мандевиль (ум. 14 ноября 1189), 3-й граф Эссекс с 1166, граф Омальский (по праву жены) с 1180; жена: с 14 января 1180 Хависа Омальская (ум. 11 марта 1214), графиня Омальская и леди Холдернеса с 1179, дочь Гильома Толстого, графа Омальского, и Сесилии Скиптонской[2].
      -  Роберт де Мандевиль (ум. до 14 ноября 1189)[2].

    - Беатис де Мандевиль (около 1105 — около 1197); 1-й муж: Хью III Толбот (развод); 2-й муж: Уильям де Сей (ум. около 1155)[2].
      - (от 2-го брака) Уильям де Сей из Кимболтона (ум. до 1 августа 1177)[12]; 
        - Беатрис де Сэй (ум. до 19 апреля 1197); муж: до 25 января 1185 Джеффри Фиц-Пьер (ум. 14 октября 1213), 1-й граф Эссекс с 1199
          - Джеффри Фиц-Джеффри де Мандевиль (ум. 23 февраля 1216), 2-й граф Эссекс с 1213; 1-я жена: Матильда (ум. 1212), дочь Роберта Фиц-Уолтера из Вудхэма и Гунноры де Валонь; 2-я жена: с января 1214 Изабелла Глостерская (1176 — 1217), графиня Глостер с 1183, дочь Уильяма Фиц-Роберта, 2-го графа Глостера, и Авизы де Бомон, разведённая жена короля Иоанна Безземельного[2].
          - Уильям Фиц-Джеффри де Мандевиль (ум. 1227), 3-й граф Эссекс с 1216; жена: до 18 ноября 1220 Кристина (ум. до 17 июня 1232), дочь Роберта Фиц-Уолтера из Вудхэма и Гунноры де Валонь[2].
          - Генри Фиц-Джеффри (ум. 1205/1207)[2].
          - Матильда Фиц-Джеффри (ум. 27 августа 1236); 1-й муж: Генри де Богун (ум. 1 июня 1220), 1-й граф Херефорд с 1200; старший сын Матильды от первого брака позже получил титул графа Эссекса[2].

        -  Матильда де Сэй (ум. около 1222); муж: Уильям де Бокланд из Бэкланда (ум. 1216)[12].

      -  (от 2-го брака) Жоффруа II де Сей[англ.] (до 1135 — 1212/1214)[12].
        -  род де Сей[12].

    -  (?) Алиса де Мандевиль; муж: Уильям Капра[2].

  - (от 1-го брака) Уолтер де Мандевиль из Брумфилда[2].
    -  Уильям де Мандевиль[2].
      - Уолтер де Мандевиль; 1-я жена: Аделиза; 2-я жена: Мирабель, дочь Ожье из Брумфилда[2].
      - Жильбер де Мандевиль[2].
      -  Джеффри Фиц-Уильям де Мандевиль (ум. после 1200)[2].
        -  Уильям Фиц-Джефри; жена: Олива де Бошан, дось Оливье де Бошана и Агнесы[2].

  - (от 1-го брака) Ричард де Мандевиль[2].
  -  (от 1-го брака) Беатрис де Мандевиль; муж: с 1076/1085 Джеффри Фиц-Эсташ из Каршалтона (ум. после 1100), незаконнорожденный сын графа Эсташа II Булонского[2].

Мандевили из Эрлстока и Мершвуда
- N де Мандевиль
  - Роджер I де Мандевиль (ум. 1154), феодальный барон Эрлсток в Уилтшире[10].
    - Роджер II де Мандевиль (ум. 1196), феодальный барон Эрлсток с 1154[10].
    -  Уильям де Мандевиль (ум. 1201), феодальный барон Эрлсток с 1196[10].
      -  Джоан де Мандевиль; жена: Мэтью Фиц-Герберт (ум. 1231), феодальный барон Эрлсток с 1201[10].

  -  Жоффруа I де Мандевиль (ум. 1144), феодальный барон Мершвуд в Дорсете[11].
    - (от 1-го брака) Роберт де Мандевиль[11].
      -  Жоффруа II де Мандевиль (ум. после 1172)[11].
        -  Уильям де Мандевиль (ум. после 1201)[11].
          -  Роберт де Мандевиль (ум. около 1231), феодальный барон Мершвуд с 1205[11].
            -  Жоффруа III де Мандевиль (ум. 1269), феодальный барон Мершвуд с около 1231[11].
              -  Джон I де Мандевиль (ум. 1275), феодальный барон Мершвуд с 1269[11].
                -  Джон II де Мандевиль (ум. 1313), феодальный барон Мершвуд с 1275[11].

    -  (от 2-го брака) Ральф де Мандевиль, феодальный барон Мершвуд[11].
      -  Дениза де Мандевиль (ум. 1166); муж: Уильям Фиц-Джон[11].